# 泰康縣
泰康县，中华民国旧县名。1933年由泰康设治局升县，治所在今黑龙江省杜尔伯特蒙古族自治县驻地泰康镇。1940年裁撤，并入杜尔伯特旗。 